# Cestrum glanduliferum
Cestrum glanduliferum är en potatisväxtart som beskrevs av Kerber och Francey. Cestrum glanduliferum ingår i släktet Cestrum och familjen potatisväxter. Inga underarter finns listade i Catalogue of Life.